# Membracis ambigua
Membracis ambigua är en insektsart som beskrevs av Leon Fairmaire. Membracis ambigua ingår i släktet Membracis och familjen hornstritar. Inga underarter finns listade i Catalogue of Life.